# Singapore Cup 2015
Der Singapore Cup 2015, aus Sponsorengründen auch als  RHB Singapore Cup bekannt, war die 18. Austragung des Fußball-Pokalwettbewerbs für singapurische Vereinsmannschaften und geladene Mannschaften. In dieser Saison nahmen insgesamt elf Mannschaften teil. Titelverteidiger war Balestier Khalsa.
Das Pokalturnier begann am 22. Mai 2015 und wurde am 27. November 2015 mit den Spiel um Platz 3 und dem Finale beendet.

## Teilnehmer
Insgesamt nahmen elf Mannschaften teil, acht Vereine aus der S. League sowie vier eingeladene Vereine aus Laos, Kambodscha und den Philippinen. Die Young Lions und Harimau Muda B aus der S. League nahmen nicht teil.
| S. League 8 Vereine der S. League 2015 | Eingeladene Vereine                                                                    |
| - Albirex Niigata (Singapur) - Balestier Khalsa - Brunei DPMM FC - Geylang International - Home United - Hougang United - Tampines Rovers - Warriors FC | Aus Laos - Lao Police FC Aus den Philippinen - Global Cebu Aus Kambodscha - Svay Rieng |

## Modus
Sechs Mannschaften wurden für die Vorrunde ausgelost, während die anderen fünf Vereine ein Freilos bekamen. Die Vorrunde wurde in einem Spiel und das Viertel- sowie das Halbfinale in Hin- und Rückspiel ausgespielt. Das Finale und das Spiel um den dritten Platz wird in einem Spiel ausgetragen.

## Vorrunde
| Datum        |                            | Ergebnis  |               |
| ------------ | -------------------------- | --------- | ------------- |
| 22. Mai 2015 | Albirex Niigata (Singapur) | 2:1       | Svay Rieng    |
| 26. Mai 2015 | Geylang International      | 2:1       | Lao Police FC |
| 27. Mai 2015 | Hougang United             | 1:2 n. V. | Global Cebu   |

## Viertelfinale
| Datum               |                            | Gesamt |                       | Hinspiel | Rückspiel |
| ------------------- | -------------------------- | ------ | --------------------- | -------- | --------- |
| 10./13. August 2015 | Brunei DPMM FC             | 3:2    | Tampines Rovers       | 3:1      | 0:1       |
| 12./15. August 2015 | Warriors FC                | 1:4    | Home United           | 1:2      | 0:2       |
| 13./16. August 2015 | Global Cebu                | 4:2    | Geylang International | 0:1      | 4:1       |
| 14./17. August 2015 | Albirex Niigata (Singapur) | 5:1    | Balestier Khalsa      | 1:0      | 4:1       |

## Halbfinale
| Datum                        |                | Gesamt |                            | Hinspiel | Rückspiel |
| ---------------------------- | -------------- | ------ | -------------------------- | -------- | --------- |
| 2. Oktober/24. November 2015 | Brunei DPMM FC | 3:4    | Home United                | 3:2      | 0:2       |
| 2. Oktober/24. November 2015 | Global Cebu    | 1:3    | Albirex Niigata (Singapur) | 0:1      | 1:2       |

## Spiel um Platz 3
| Datum             |             | Ergebnis |                |
| ----------------- | ----------- | -------- | -------------- |
| 27. November 2015 | Global Cebu | 1:3      | Brunei DPMM FC |

## Finale
| Datum             |                            | Ergebnis |             |
| ----------------- | -------------------------- | -------- | ----------- |
| 27. November 2015 | Albirex Niigata (Singapur) | 2:1      | Home United |

| Paarung  | Albirex Niigata (Singapur) – Home United                             |
| Ergebnis | 2:1 (0:0)                                                            |
| Datum    | 27. November 2015                                                    |
| Stadion  | Jalan Besar Stadium, Singapur                                        |
| Tore     | 0:1 Abdil Qaiyyim (72.) 1:1 Rion Taki (78.) 1:1 Kento Nagasaki (87.) |